# Bundesweites Männertreffen
Das Bundesweite Männertreffen ist eine Initiative, die 1983 im Zuge der emanzipatorischen Männerbewegung begründet wurde. Es findet jährlich an wechselnden Orten mit bis zu 200 Männern statt. Manche Männer bringen Erfahrungen in Männergruppen mit, andere engagieren sich in Männerbüros. Viele sind nicht organisiert. Die Treffen werden von wechselnden Organisations-Teams in Form eines Barcamps vorbereitet. Das bedeutet, dass jeder interessierte Mann Angebote für Workshops und Diskussionen machen und durchführen kann. Themen waren und sind zum Beispiel Geschlechterdemokratie, Männer und Krieg, Hilfen für gewalttätige Männer, Selbst- und Körpererfahrung.

## Teilnehmer
Die Einladungen zu den Bundesweiten Männertreffen werden bewusst offen formuliert. Sie werden an Teilnehmer der letzten Jahre verschickt und auf der Internetseite veröffentlicht.
„Jedes Jahr zum Himmelfahrtswochenende treffen sich Männer, um vier erlebnisreiche Tage miteinander zu verbringen, ihr Mann-Sein zu reflektieren, sich zu begegnen, sich fachlich auszutauschen und miteinander zu feiern.“ Waren die anfänglichen Treffen mit 40 bis 60 Teilnehmern noch überschaubar, ist das Treffen über die Jahre zu einer Veranstaltung mit etwa 200 Männern und ihren Kindern gewachsen. Es reisen Männer an, die eine schöne Zeit mit anderen Männern und ihren Kindern verbringen wollen, die das Thema Männerarbeit kennenlernen möchten oder die Anliegen der Männer-, Väter- und Jungenarbeit in Deutschland über den Erfahrungsaustausch voranbringen möchten. Es nehmen Männer jeden Alters teil, Verheiratete, Singles, Väter, Großväter, Handwerker, Beamte, Therapeuten, Selbständige, Erwerbslose, homo-, bi- und heterosexuelle Männer. Jahr für Jahr sind zwischen einem Viertel und einem Drittel der Teilnehmer zum ersten Mal dabei. Manche Männer kommen öfter als zehnmal. Eine „Kerngruppe“ gibt es nicht.
Ein offenes, ungezwungenes Miteinander von schwulen und nicht-schwulen Männern ist ein weiteres Anliegen der Männertreffen. Ein Teilnehmer berichtete der Münchener Abendzeitung: „Hier gibt es natürlich auch Schwule. Da habe ich früher große Berührungsängste gehabt. Hier habe ich gemerkt, dass ich Schwule nicht liebe, aber sie mag.“ (1997) Vom Bundesweiten Männertreffen 1992 wird berichtet: „Generell war wohl das Bedürfnis da, ein neues Mannsein nicht lediglich zu diskutieren, sondern es zu leben und auszudrücken“.

## Organisation
Workshops sind zentraler Teil der Bundesweiten Männertreffen, deren Inhalte von den Teilnehmern selbst bestimmt werden. Jeder Mann kann sich mit seinem Angebot, seiner Profession, seinem Hobby, seinem Interesse einbringen und einen Workshop dazu anbieten. Die Treffen leben von aktiven Teilnehmern, „ob als Workshopanbieter, Mitorganisator oder einfach aufmerksamer Mann.“.
Es hat sich in den letzten Jahren eingespielt, dass in Morgen- und Abendplenum Workshops vorgestellt, Organisatorisches geklärt und Raum für den Austausch gegeben wird. Am Samstag wird in einem „Bunten Abend“ einiges aus den Kreativ-Workshops gezeigt. Am Sonntagvormittag wird zum nächsten Bundesweiten Männertreffen eingeladen, die Organisatoren (O-Team) für das übernächste Treffen bestimmt und Gelegenheit zur Verabschiedung aller gegeben.
Die O-Teams stellen nur den Rahmen zur Verfügung und wissen selbst vorher nicht, welche Inhalte das Treffen bestimmen werden. Am letzten Tag jedes Männertreffens werden im Plenum Männer gesucht, die bereit sind, die Verantwortung für das Treffen im jeweils übernächsten Jahr zu übernehmen. Auch weil es schwierig ist passende Häuser zu finden, haben sich zwei Jahre Vorlauf als nötig erwiesen. In den O-Teams kommen Männer zusammen, die noch nie in dieser Zusammensetzung etwas auf die Beine gestellt haben. Es wird Wert darauf gelegt, dass immer auch Männer ins O-Team kommen, die in Vorjahren schon Erfahrungen mit dieser Aufgabe sammeln konnten. Es kann 20 bis 30 Minuten dauern, bis aus dem Plenum genug Männer für ein O-Team gefunden wurden. Oft muss darauf hingewiesen werden, dass das Bundesweite Männertreffen erst auseinandergehen kann, wenn ein O-Team gebildet wurde. Alle O-Teamer arbeiten ehrenamtlich.
Das O-Team macht Vorgaben zum Tagesablauf, dazu, wie die Plena organisiert werden, in welcher Weise Werbung und Medienarbeit gemacht werden und trifft Vorentscheidungen zu vielen weiteren (Detail-)Fragen. Dass die Teilnehmer solche Entscheidungen respektieren, ist eine Voraussetzung dafür, dass diese Form der Organisation funktioniert.

### Finanzierung
Das Männertreffen finanziert sich aus den Teilnehmerbeiträgen. Überschüsse aus den Vorjahren und Förderbeiträge spielen eine geringe Rolle.

## Themen
1992 gab es beispielsweise einen Workshop zu professioneller Männerarbeit, in dem Austausch- und Vernetzungsmöglichkeiten diskutiert wurden. 1997 wurden in Workshops Themen wie Der begehrte männliche Körper – hetero, bi oder schwul, Warum Männer lieber in Stehen pinkeln oder Hodenbaden als Verhütungsmethode diskutiert. Von einem „Riechworkshop“ (1998) ist zu lesen: Es „drehte sich darum, wer sich riechen kann und wer nicht. Mann nahm den Duft am Mann wahr und, sagte hinterher ein Teilnehmer, manche Männer sollten am besten direkt in Flacons abgefüllt werden.“ Seit vielen Jahren wird zu den meisten Workshopzeiten auch Kinderbetreuung angeboten.

### Männer und Krieg
Ausgelöst durch den Kosovokrieg wurde auf dem Männertreffen 1999 (Ruhlsdorf) intensiv darüber diskutiert, ob Männer eine besondere Verantwortung für kriegerisches Handeln haben. Es wurde eine Erklärung von Teilnehmern des Bundesweiten Männertreffens verfasst. Die Diskussion zu dem Thema wurde in der Zeitschrift Switchboard weiter geführt.

## Männertreffen in den Medien
Beim Treffen in Bad Kissingen (2010) war ein Fernsehteam dabei, dass im Auftrag von Sat.1 Material für eine Dokumentation sammelte. Diese wurde 2011 gesendet und mehrfach wiederholt. Im Folgejahr gab es einen Workshop zur Sendung. Die Meinungen reichten von „Der Film war schlicht desaströs.“ und „Das Medium Fernsehen kann die Atmosphäre des Männertreffens nicht transportieren, daher braucht es eine solche Dokumentation nicht.“ bis zu „Die Anwesenheit des Filmteams stieß einen wichtigen Reflektionsprozess für das Männertreffen an.“
Nach dem Männertreffen 2012 in Duderstadt erschienen Artikel in Spiegel und Welt. Das löste eine Kontroverse aus, die in der Zeitschrift Switchboard nachzulesen ist.

## Kritik
Dass Männertreffen wiederholt an Orten mit eingeschränkter Mobilität stattfanden, wurde in der Vergangenheit kritisiert. Bisher fanden die Männertreffen 2007 und 2012 in Häusern statt, die auch von Rollstuhlfahrern weitgehend ohne Assistenz genutzt werden konnten.
In den vergangenen Jahren wurde regelmäßig darüber gestritten, ob und wie das Männertreffen gesellschaftspolitisch zu positionieren sei. Es ist bisher nicht gelungen, dazu Verbindliches zu entscheiden.